# Mercedes Villacián Peñalosa
Mercedes Villacián Peñalosa (Vitoria, 22 de febrero de 1935 - ibíd. 20 de agosto de 2002) fue una política vasca, licenciada en Filosofía y Letras en la especialidad de Historia, iniciando su carrera profesional como docente en diversos institutos de su ciudad. Fue además catedrática de Historia y Geografía en los Institutos Ramiro de Maeztu y Federico Baraibar de Vitoria-Gasteiz.

## Trayectoria política
En 1973 inició su carrera política como concejal de parques y jardines de Vitoria. Ocupó distintos cargos en diferentes corporaciones municipales hasta que, en 1979, fue elegida Presidenta de la Caja de Ahorros Municipal de Vitoria, siendo la primera mujer en España en ser elegida presidenta de una entidad financiera hasta esa fecha. Ocuparía dicho cargo hasta el año 1989.
Tras las primeras elecciones municipales democráticas en 1979 fue elegida concejal por EAJ-PNV en el Ayuntamiento de Vitoria-Gasteiz y procuradora en las Juntas Generales de Araba. En 1983 ocupa el cargo de diputada en el Congreso de Diputados por el Partido Nacionalista Vasco al sustituir a Juan María Ollora. Ostenta este cargo hasta 1986 fecha en la que, tras la escisión del PNV y el nacimiento de Eusko Alkartasuna, es elegida parlamentaria vasca por esta última formación. En 1990 decide renunciar a su vida política y volver a la docencia, terminando su vida profesional como inspectora de Educación y finalmente como pequeña empresaria.

## Obra relacionada con la archivística
En 1957 acudió al Archivo Histórico Nacional (AHN) de Madrid como investigadora para su estudio sobre la Revolución de Quito en 1813. Su expediente de investigadora contiene una carta mecanografiada, fechada en Madrid a 11 de marzo de 1957, de presentación con membrete de la Revista de Indias del Instituto Gonzalo Fernández de Oviedo del Consejo Superior de Investigaciones Científicas dirigida al director del Archivo y firmada por Ramón Ezquerra, profesor de la Facultad de Filosofía y Letras.

## Reconocimientos
En 2020, María Luisa González Rodríguez fue incluida dentro del proyecto “Mujeres Investigadoras en los Archivos Estatales (1900-1970)” para la descripción archivística y creación de un micrositio específico en el Portal de Archivos Españoles (PARES), desarrollado entre 2020-2023. Este proyecto ha sido impulsado por la Subdirección General de Archivos Estatales, con el objetivo visibilizar la labor de investigación realizada en España por las mujeres en el intervalo 1900-1970 partiendo de los registros documentales que se conservan en los Archivos de Gestión de los AAEE del Ministerio de Cultura (el Archivo Histórico Nacional, el Archivo de la Corona de Aragón, el Archivo General de Simancas, el Archivo General de Indias, el Archivo de la Real Chancillería de Valladolid, el Archivo General de la Administración y el Centro de Información Documental de Archivos).